# Провулок Івана Садовського (Житомир)
Прову́лок Івана Садовського — провулок у Корольовському районі Житомира. Названий на честь українського актора Івана Садовського.

## Розташування
Провулок розташований в привокзальній частині міста.

## Історія
Провулок виник на початку ХХ століття. До кінця 1960-х років брав початок з Міщанської вулиці (пізніше вулиця Мануїльського, нині вулиця Івана Мазепи) та завершувався глухим кутом всередині кварталу, обмеженого вулицями Київською, Гоголівською та Івана Мазепи. Був Г-подібним: прямував на схід, затим повертав на південь, у напрямку Гоголівської вулиці. До середини ХХ століття провулок був малозабудованим: забудова представлена декількома садибами біля його повороту на південь.
На мапах міста 1915, 1931 року показаний як Міщанський провулок. На мапі 1923 року фігурує назва Міщанський Глухий провулок. У 1951 році мав назву Мануїльського провулок.
У 1950 — 1960-х рр. забудова провулка ущільнилася за рахунок будівництва житлових будинків садибного типу на вільних землях. Провулок продовжився на схід, до перехрестя з новопрокладеною ділянкою Східної вулиці. Станом на 1968 рік провулок та його забудова сформовані. У 1970 році початок провулка ліквідований внаслідок будівництва багатоквартирного будинку № 88 по вулиці Івана Мазепи.
До 19 лютого 2016 року називався 3-й провулок Мануїльського. Відповідно до розпорядження Житомирського міського голови від 19 лютого 2016 року № 112 «Про перейменування топонімічних об'єктів та демонтаж пам'ятних знаків у м. Житомирі», перейменований на провулок Івана Садовського.